# Städtisches Münchenkolleg
Das Städtische Münchenkolleg der Landeshauptstadt München ist ein sprachliches Gymnasium des Zweiten Bildungsweges. Erwachsene in der Regel ab 18 Jahren können dort innerhalb von drei oder vier Jahren ihre allgemeine Hochschulreife erwerben. Nach einem bzw. zwei Jahren kann zusätzlich der Mittlere Schulabschluss erworben werden. Der Präsenzunterricht findet am Vormittag, in den höheren Klassen auch am Nachmittag statt, dabei folgt der Lehrplan in der Oberstufe den Lehrplänen des bayerischen Gymnasiums. Der gebührenfreie Unterricht findet tagsüber in der Kernzeit von 8:15 bis 15:00 Uhr statt.

## Geschichte
1960 beschloss die Landeshauptstadt München unter dem ersten Münchner Stadtschulrat Anton Fingerle die Gründung eines „Instituts zur Erlangung der Hochschulreife“. Die Zielgruppe wurde dabei als „vorwärtsstrebende, jüngere Menschen mit guter Begabung und einwandfreier Führung, die sich im Beruf bewährt haben und denen der normale Weg zur Reifeprüfung versagt war“ definiert. Am 2. Oktober 1961 begann der Unterricht am „Münchenkolleg, städt. Institut zur Erlangung der Hochschulreife“ mit zwei Klassen. Es war zunächst im Stadtteil Harlaching in den Räumen der Rotbuchenschule (Grundschule) untergebracht. Später zog es in das angrenzende Städtische Theodolinden-Gymnasium um.
Im Sommer 1984 wurde das Münchenkolleg erneut verlegt, als sich die Gelegenheit ergab, in den Räumen des neu errichteten Anton-Fingerle-Bildungszentrum (AFBZ) untergebracht zu werden. In diesem Zentrum befinden sich auch das Städtische Abendgymnasium, die Sozialpädagogischen Fachschulen und die Städtische Fachoberschule für Sozialwesen und Gestaltung.
Der Bildungsgang des Münchenkollegs war ursprünglich in fünf Semester eingeteilt. Dies änderte sich jedoch 1966, als die Einteilung des Schuljahres an die der Gymnasien angepasst wurde. Im Schuljahr 2009/10 erfolgte in der Oberstufe eine Umstellung auf das G8.

## Unterrichtsfächer
Deutsch, Englisch, Französisch, Latein, Mathematik, Chemie, Biologie, Physik, Astrophysik Geographie, Geschichte, Sozialkunde, Wirtschaft und Recht, Kunst, Ethik, evangelische Religionslehre, katholische Religionslehre, Informatik englische, französische und spanische Konversation, ausgewählte lateinische Literatur, Sport, Schwimmen, Psychologie, Philosophie, studienvorbereitende Mathematik sowie privates Finanzmanagement.

## Leitbild
Als Einrichtung des 2. Bildungswegs steht das Städtische Münchenkolleg für die Durchlässigkeit des öffentlichen Bildungssystems und für Chancengleichheit. Ziel des Kollegs ist es, bislang unentdeckte Bildungsreserven auszuschöpfen, Begabungen zu fördern, Chancen zur beruflichen und individuellen Neuorientierung zu eröffnen und die Voraussetzungen für ein akademisches Studium zu schaffen.
Vor dem Hintergrund eines tiefgreifenden Wandels in der Gesellschaft und der Berufswelt sieht das Städtische Münchenkolleg in der Vermittlung einer fundierten, möglichst breit angelegten und wertorientierten Allgemeinbildung die Grundlage für eine erfolgversprechende persönliche und berufliche Weiterentwicklung. Neben der Heranführung an wissenschaftliches Arbeiten, das zur Ausbildung der Studierfähigkeit unerlässlich ist, werden die emotionale und soziale Intelligenz der Kollegiaten gefördert und außerschulische Bildungsquellen und Kulturgüter erschlossen. Auf engagierte Teilnahme aller an der Schule Tätigen am schulischen Leben wird großer Wert gelegt.

## Organisation

### Träger
Der Träger des Städtischen Münchenkollegs ist die Landeshauptstadt München.

### Freundeskreis
Da am Münchenkolleg Erwachsene unterrichtet werden, gibt es keinen Elternbeirat wie an anderen Gymnasien. Dennoch gibt es Bereiche, in denen die Schule selbst nicht tätig werden kann oder darf. Deshalb wurde der Förderverein „Freundeskreis des Städt. Münchenkollegs e. V.“ im Rahmen der Gründungssitzung am 22. Dezember 1993, gegründet. Der Freundeskreis finanziert seine Arbeit ausschließlich aus Mitgliederbeiträgen und Spenden. Mit dem Geld wird einiges abseits des Üblichen ermöglicht, unter anderem: Rhetorik-Seminare, Exkursionen, Studienfahrten, Projekte und Ausstellungen, spezielle Anschaffungen, für die im offiziellen Etat kein Geld vorhanden ist und Unterstützung bei Schulfesten. Auf der Mitgliederversammlung am 17. November 2021 wurden in den Vorstand gewählt: 1. Vorsitzende:
Susanne Springfeld, 2. Vorsitzende: Maria Urban.

### Schulleitung
| Name                             | Zeitraum  |
| -------------------------------- | --------- |
| Joseph Maisch                    | 1961–1978 |
| Helmut Gloggengießer             | 1978–1991 |
| Ingrid Rohn-Voelz                | 1991–1995 |
| Helmut Seidl                     | 1995–2001 |
| (Vertretungsweise) Robert Laslop | 2001/2002 |
| Cornelia Kemmer                  | 2002–2017 |
| Michael Bäßler                   | seit 2017 |

## Bekannte Absolventen
- Alfred Büllesbach, Jurist
- Herbert Kränzlein, Jurist und Politiker
- Peter Kurz, Politiker
- Ulrich Linse, Historiker
- Inge Meyer-Dietrich, Kinder- und Jugendbuchautorin
- Rafael Seligmann, Schriftsteller
- Erika Simm, Politikerin